# Mount Brockelsby
Mount Brockelsby är ett berg i Antarktis. Det ligger i Östantarktis. Australien gör anspråk på området. Toppen på Mount Brockelsby är 1 290 meter över havet.
Terrängen runt Mount Brockelsby är huvudsakligen lite kuperad. Trakten är obefolkad. Det finns inga samhällen i närheten.